# Timberlake Wertenbaker
Timberlake Wertenbaker (New York, 19 febbraio 1951) è una drammaturga e traduttrice statunitense naturalizzata britannica.
Nota soprattutto per il suo teatro politico negli anni 80 e 90, ha scritto numerose opere teatrali per il Royal Court Theatre e per il National Theatre. La sua pièce Our Country's Good ha vinto il Laurence Olivier Award alla migliore nuova opera teatrale nel 1988, oltre ad essere stata candidata al Tony Award. Come traduttrice ha tradotto dal francese opere di Jean Anouilh, Jean Racine e Ariane Mnouchkine, dall'italiano commedie di Eduardo De Filippo e dal greco tragedie di Sofocle ed Euripide.
È sposata con John Man.